# Konzil zu Reims
In Reims fanden vom 9. bis zum 12. Jahrhundert fünf Konzilien statt:
1. 813: In diesem Jahr, in dem Kaiser Karl der Große die Nachfolge Ludwigs des Frommen durchsetzte, fanden Konzile in Arles, Reims, Chalon-sur-Saône und Tours statt. Ludwig wurde am 11. September des Jahres in Aachen zum Mitkaiser gekrönt.
2. 1049: Unter anderem bannte Papst Leo IX. während dieses Konzils die Ehe zwischen Wilhelm I., Herzog der Normandie, dem späteren als Wilhelm der Eroberer bekannten König Wilhelm I. von England, und Mathilde von Flandern, ohne dass uns die Gründe dafür überliefert wären.
3. Oktober 1119: Papst Calixt II. berief das Konzil ein, um im Investiturstreit Unterstützung für die päpstliche Position gegenüber Kaiser Heinrich V. zu erhalten. Ein Kirchenbann wurde gegen den Kaiser ausgesprochen, der sich mit Vorbereitungen zu einer Invasion Frankreichs wehrte, die wiederum eine militärische Antwort des Königs Ludwig VI. erzeugte.
4. Oktober 1131: Papst Innozenz II., der von Gegenpapst Anaklet II. aus Rom vertrieben worden war, suchte Unterstützung für seine Position. König Ludwig VI. nutzte die Gelegenheit, um seinen Sohn Ludwig vom Papst zum Mitkönig krönen zu lassen.
5. März 1148: Papst Eugen III. berief das Konzil ein, um die dogmatischen Vorschläge Gilberts von Poitiers verurteilen zu lassen, die Abtei Sainte-Geneviève in Paris zu reformieren, und verschiedene politische Fragen zu entscheiden. Das Konzil wurde von Bernhard von Clairvaux und Abt Suger von Saint-Denis dominiert.